# Annemieke Fokke
Annemieke Wilbrenninck-Fokke (Heemstede, 4 november 1967) is een Nederlands voormalig hockeyspeelster. Ze nam tweemaal deel aan de Olympische Spelen en won hierbij in totaal één medaille. Ze speelde 83 interlands en scoorde hierbij 0 keer.
Fokke speelde voor HGC. In 1987 werd ze met het Nederlands team Europees kampioen en in 1990 wereldkampioen. Ze maakte deel uit van de selectie voor de Olympische Zomerspelen in 1988 waar een bronzen medaille behaald werd. Vier jaar later werd ze met het Nederlandse hockeyteam zesde op de Olympische Spelen van Barcelona.
Willemien Aardenburg · 
Carina Benninga · 
Det de Beus · 
Marjolein Bolhuis-Eijsvogel · 
Yvonne Buter · 
Marieke van Doorn · 
Annemieke Fokke · 
Noor Holsboer · 
Lisanne Lejeune · 
Helen Lejeune-van der Ben · 
Aletta van Manen · 
Anneloes Nieuwenhuizen · 
Martine Ohr · 
Sophie von Weiler · 
Laurien Willemse · 
Ingrid Wolff ·
Coach: Gijs van Heumen